# Complexe Sportif de l'Angelmière
Il Complexe Sportif de l'Angelmière è un palazzetto dello sport della città di La Roche-sur-Yon in Francia. Ha una capienza di 300 posti. 